# Maurice d'Elbée
Maurice d'Elbée, francoski general in politik, * 1752, † 1794.
1. 1 2  GeneaStar
2. ↑  Roglo — 1997.